# Yves Tanguy
Yves Tanguy (Pariz, 5. siječnja 1900. – Woodbury, 15. siječnja 1955.), francuski slikar, jedan od najvećih slikara suvremene likovne umjetnosti
Svojim imaginarnim i apstrakno figurativnim prikazima pripada u nadrealizmu. Godine 1939. emigrirao je SAD.
Slikar postojana umjetničkog uvjerenja. Slikao je onirične i izvanredno precizne, minuciozne morske pejzaže odličnog, ali i nadrealnoga kvaliteta. Slikanjem je bio sveza između talijanskoga »metafizičnoga« (De Chirico, Morandi, Carra) i nadrealističnoga slikarstva tzv. fotografskoga usmjerenja (Dali, Magritte).